# 九曲橋

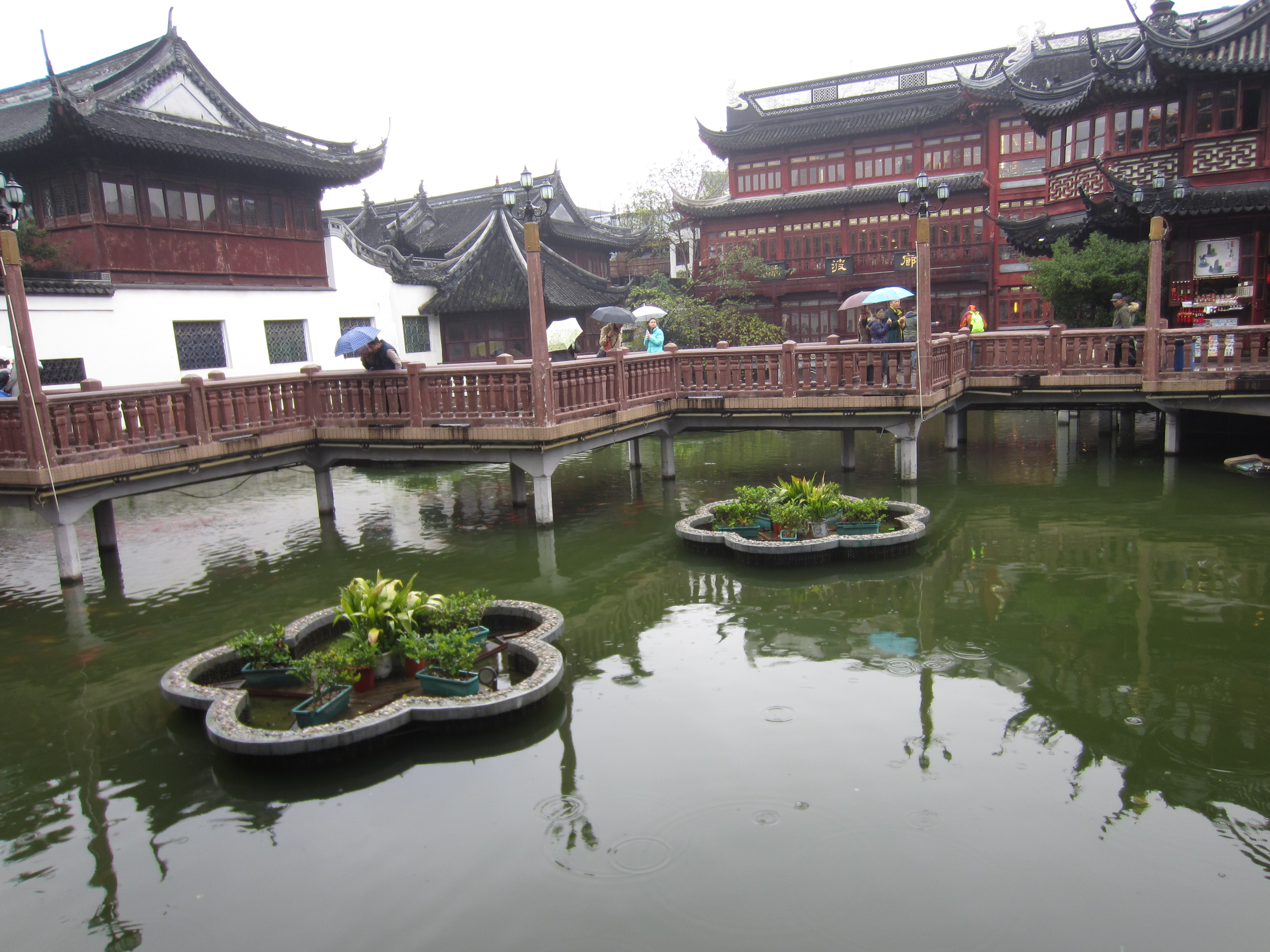
豫園（上海市）

九曲橋（きゅうきょくばし、中国語: 九曲桥、英語: Nine-turn bridge or Zigzag bridge）は太鼓橋と共に中国庭園によくみられる人が通る橋で、上から見ると橋がギザギザに曲がっていて、歩く時に四方がよく見えるようになっているもの。多くは石かコンクリートでできていて、欄干がきれいに装飾されている。曲がる角度は直角のこともあるし、他の角度もあり、また稀に曲線の場合もある。特に宋代の庭園に顕著であるといわれる。 

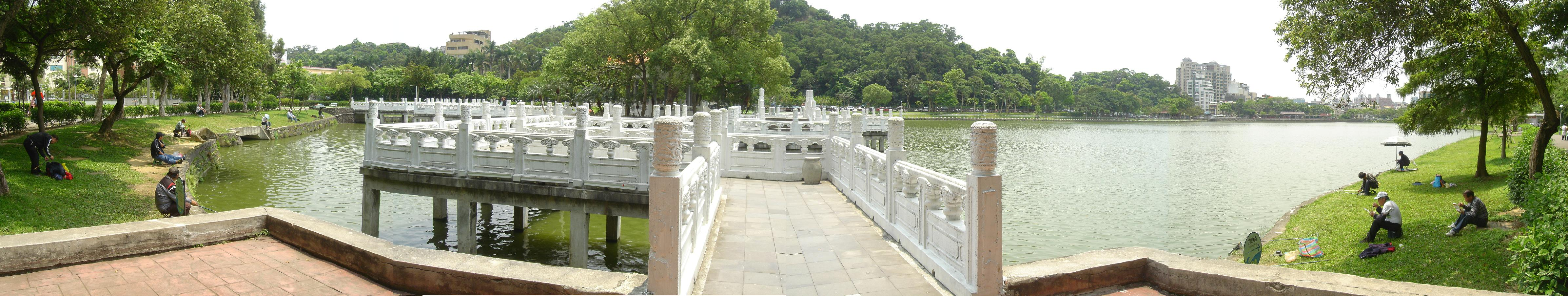
碧湖公園（台北市）の九曲橋

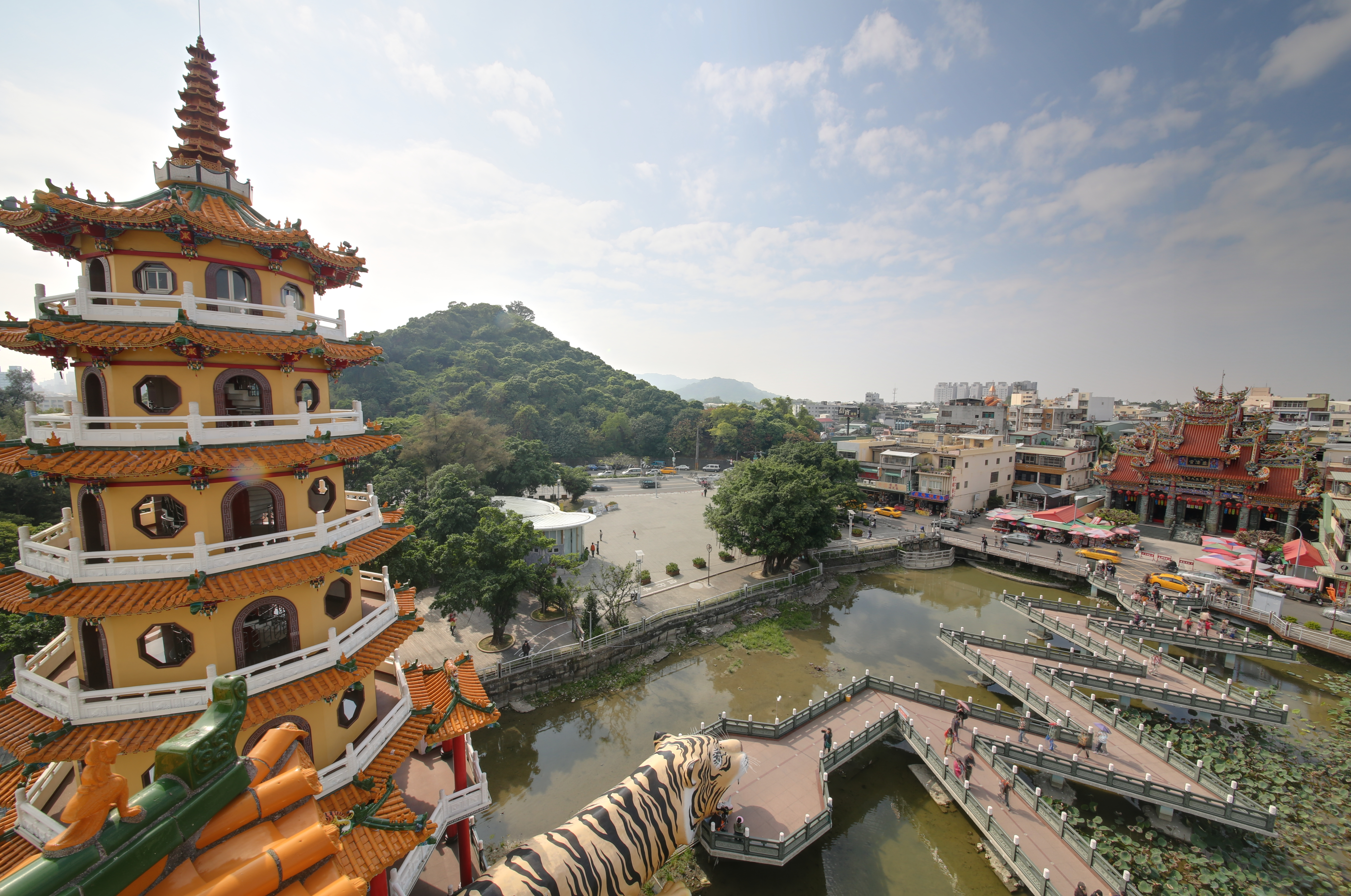
蓮池潭（高雄市）の九曲橋

## 九曲橋がある所
九曲橋は豫園や澄清湖にあることがよく知られているが、世界中の中国庭園にはほぼ全てで使われている。
- 豫園（中国上海市）
- 西湖（中国杭州市）の曲院風荷（西湖十景の一つ） [2]
- 个園 (个園、中国揚州市)
- 蘇州古典園林：留園、獅子林（獅子林）、拙政園（拙政園）など（中国蘇州市）
- 恵州西湖 (惠州西湖、中国恵州市)
- 盧廉若公園 (Lou Lim Ieoc Garden、マカオ)
- 澄清湖（台湾高雄市）
- 蓮池潭（同上）
- 大湖公園（台湾台北市内湖区）

- 本牧市民公園の「上海横浜友好園」（横浜市中区 ）
- 岐阜公園の日中友好庭園（岐阜県岐阜市）
- 燕趙園 (鳥取県湯梨浜町の東郷温泉)
- アメリカ国立植物園（National Arboretum、米国ワシントンD.C.）の中国庭園（建設中） - 个園のレプリカの予定 [3]
- ルイーゼ公園（Luisenpark、ドイツ・マンハイム）の中国庭園

## ギャラリー

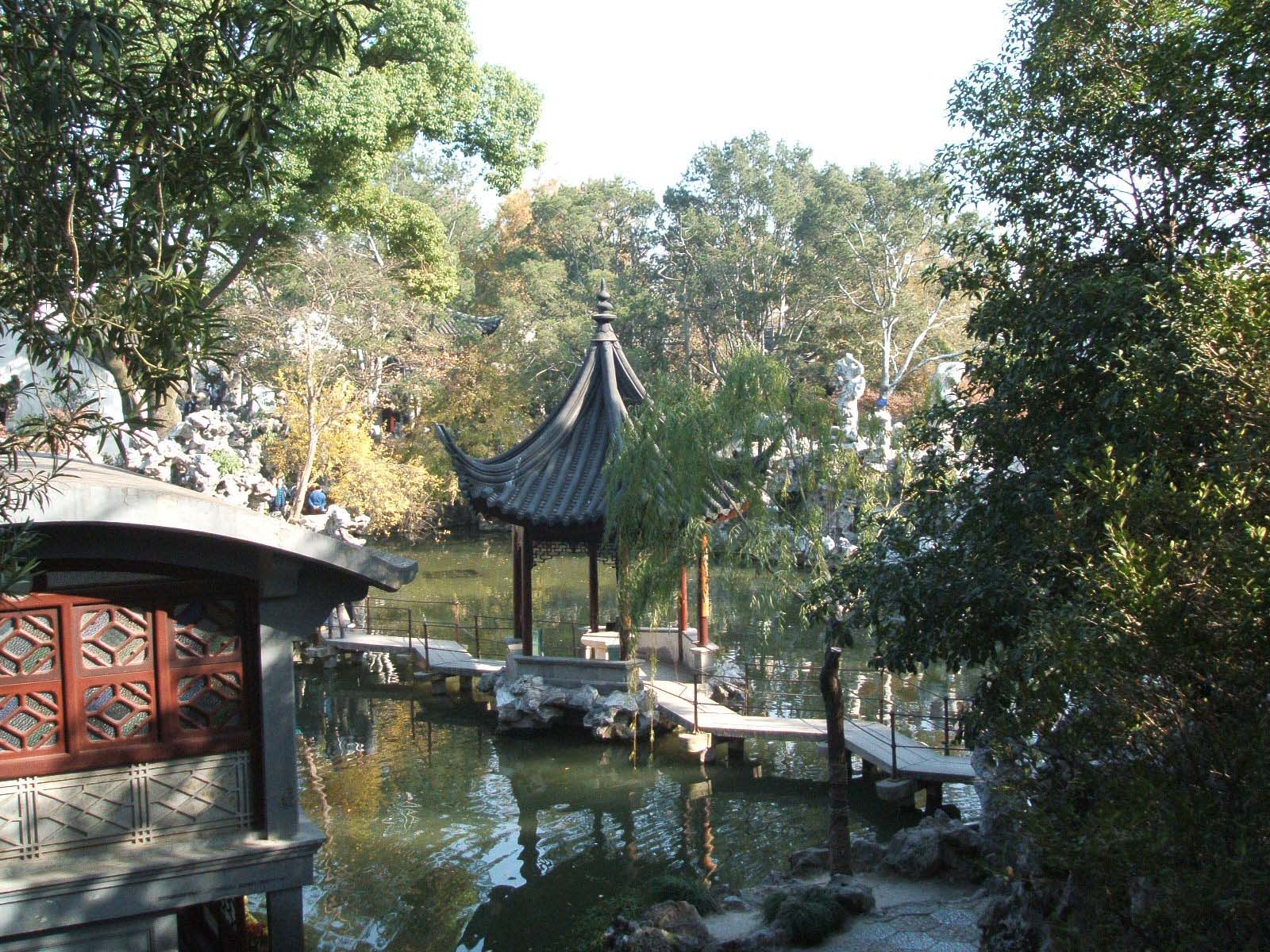
獅子林 (蘇州市)
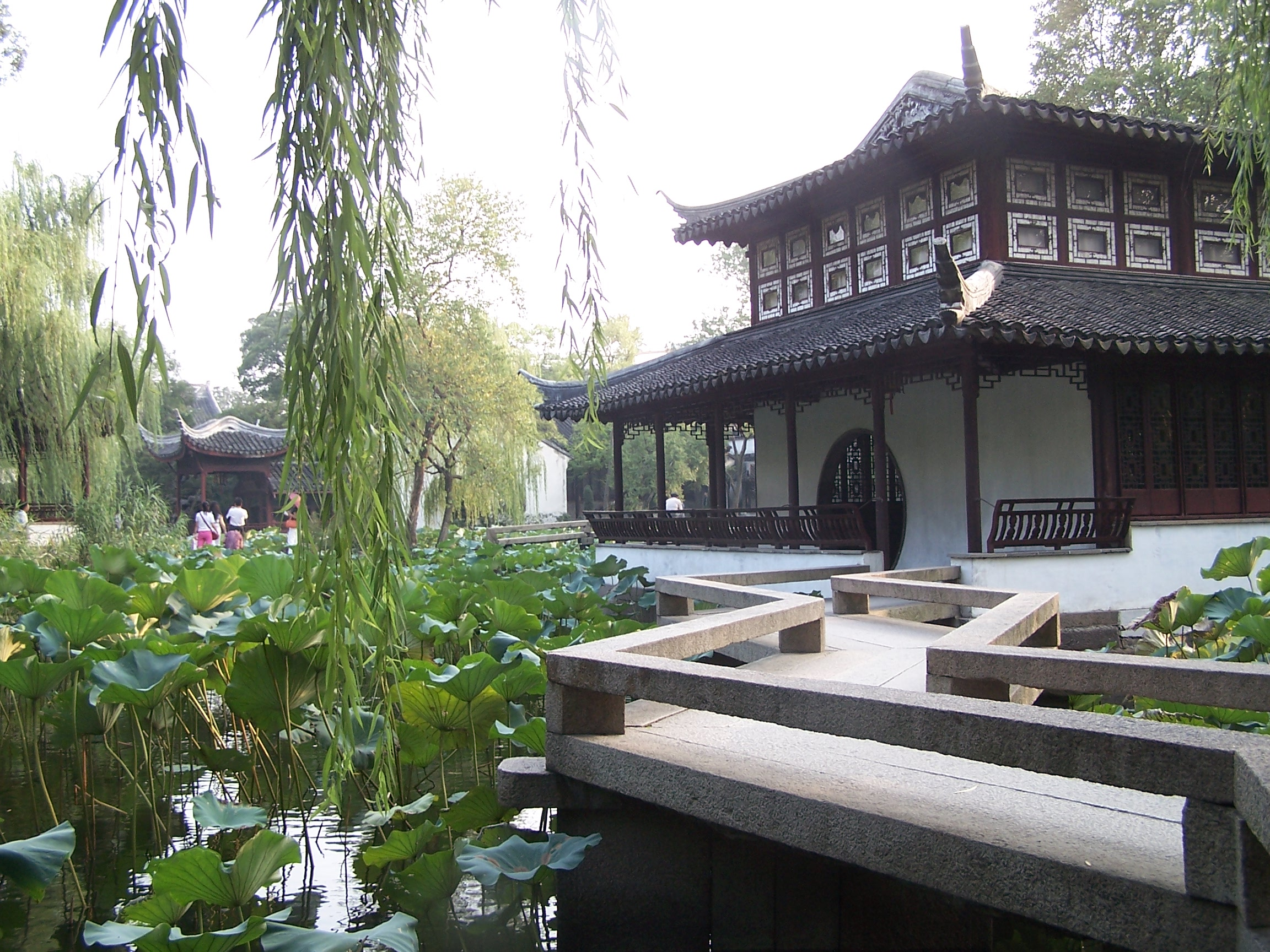
拙政園 (蘇州市)
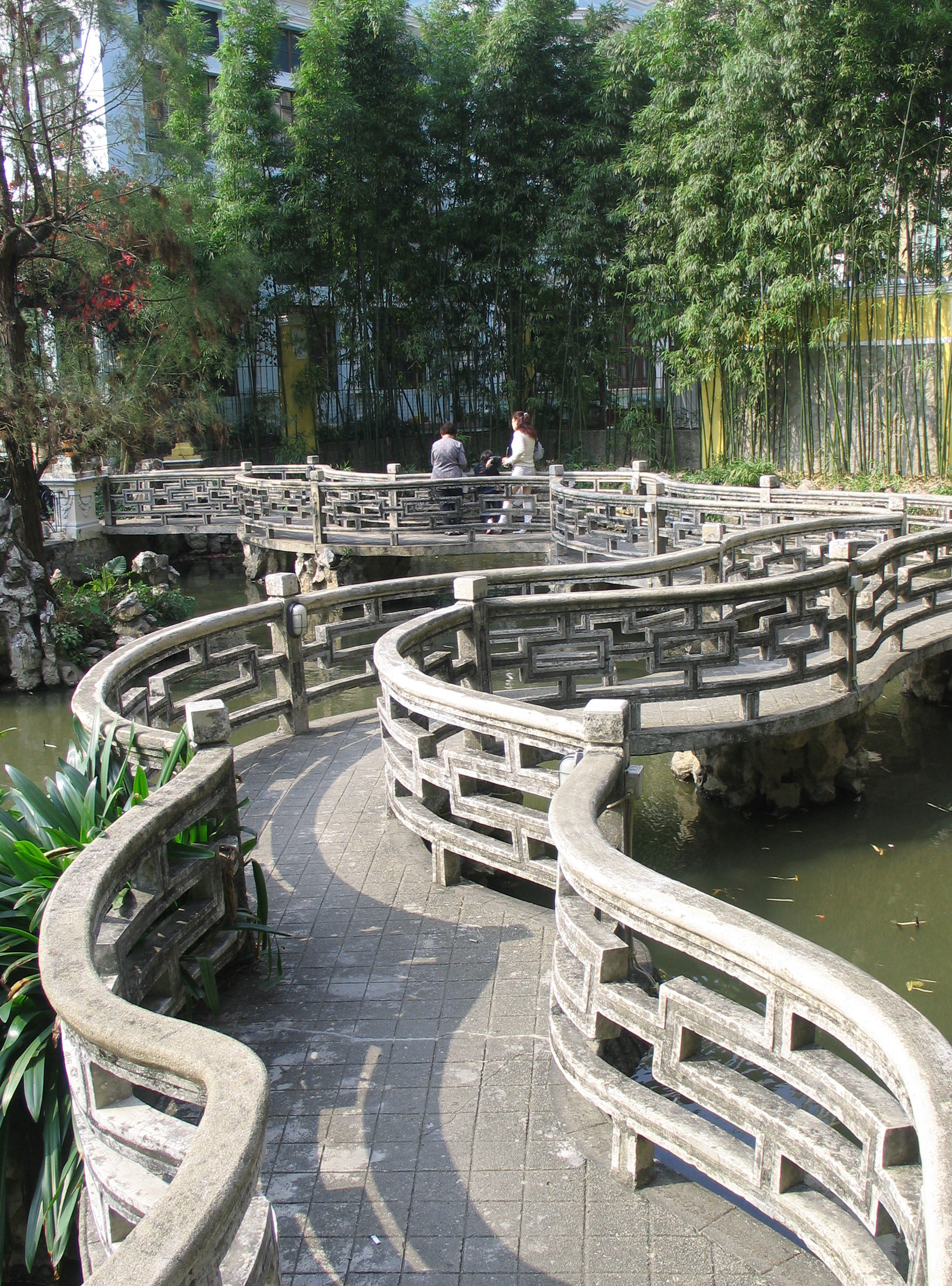
盧廉若公園 (マカオ)
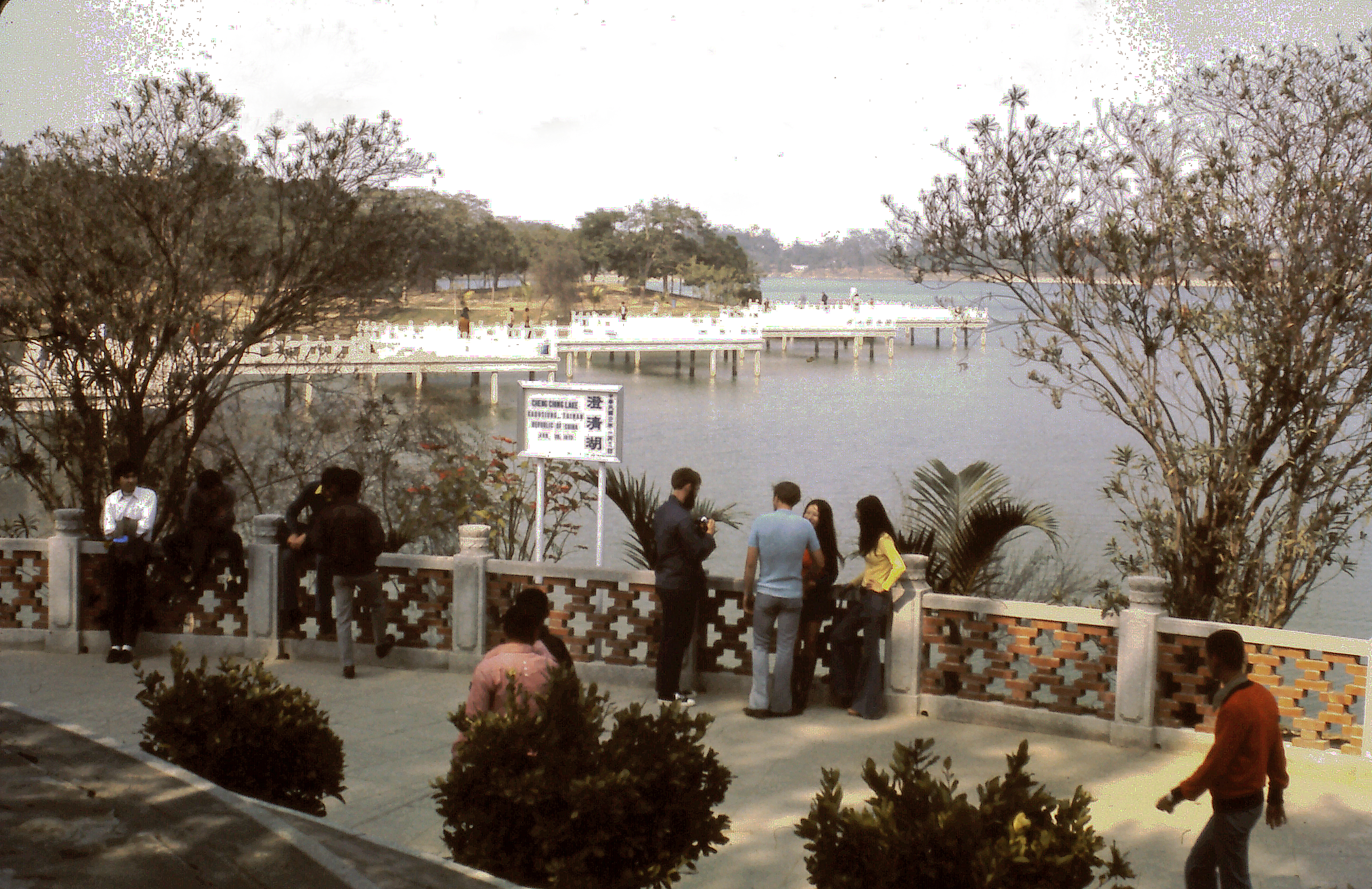
澄清湖（高雄市）
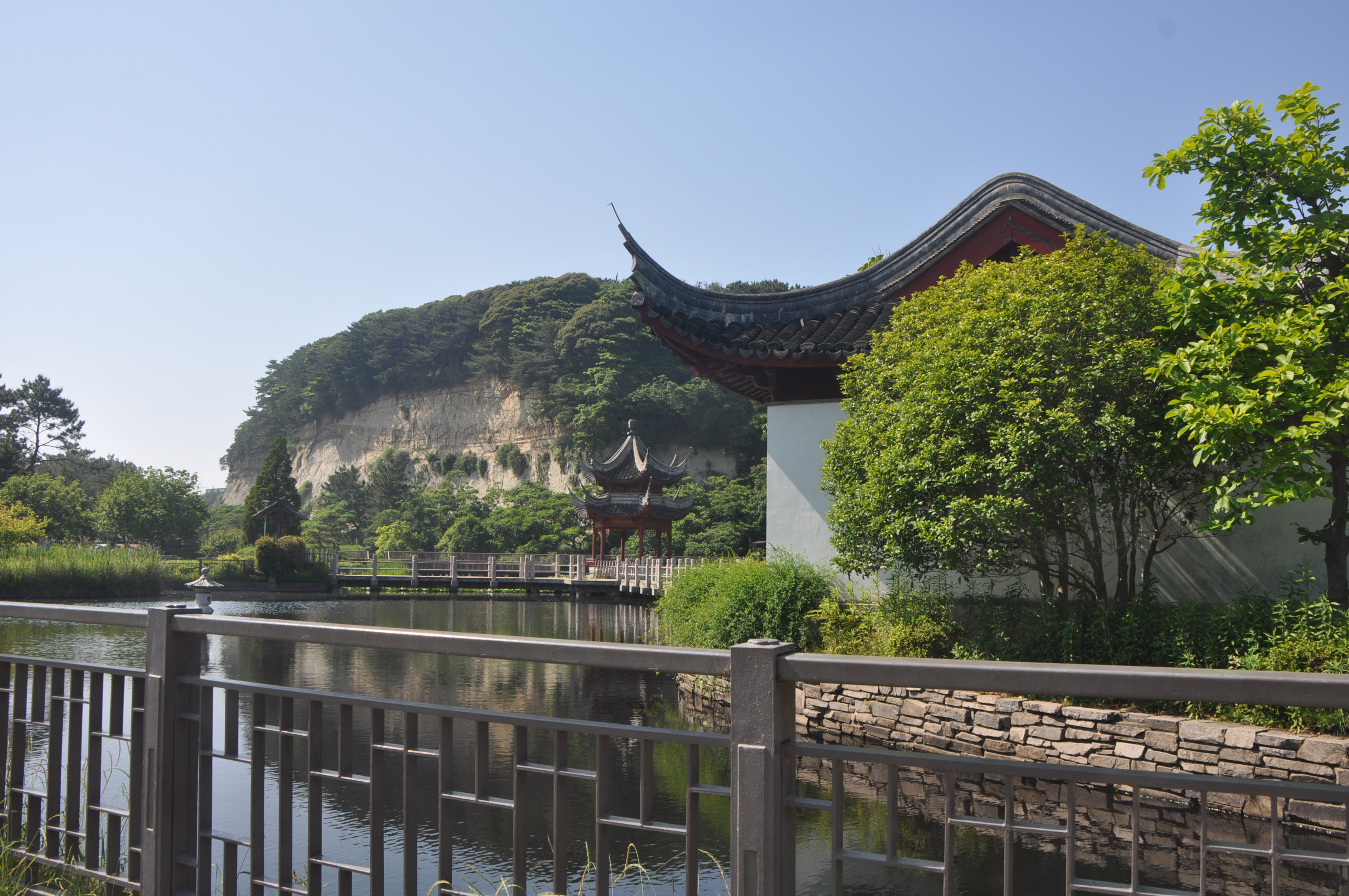
本牧市民公園の日中友好園（正面が九曲橋と湖心亭、右は玉蘭庁）
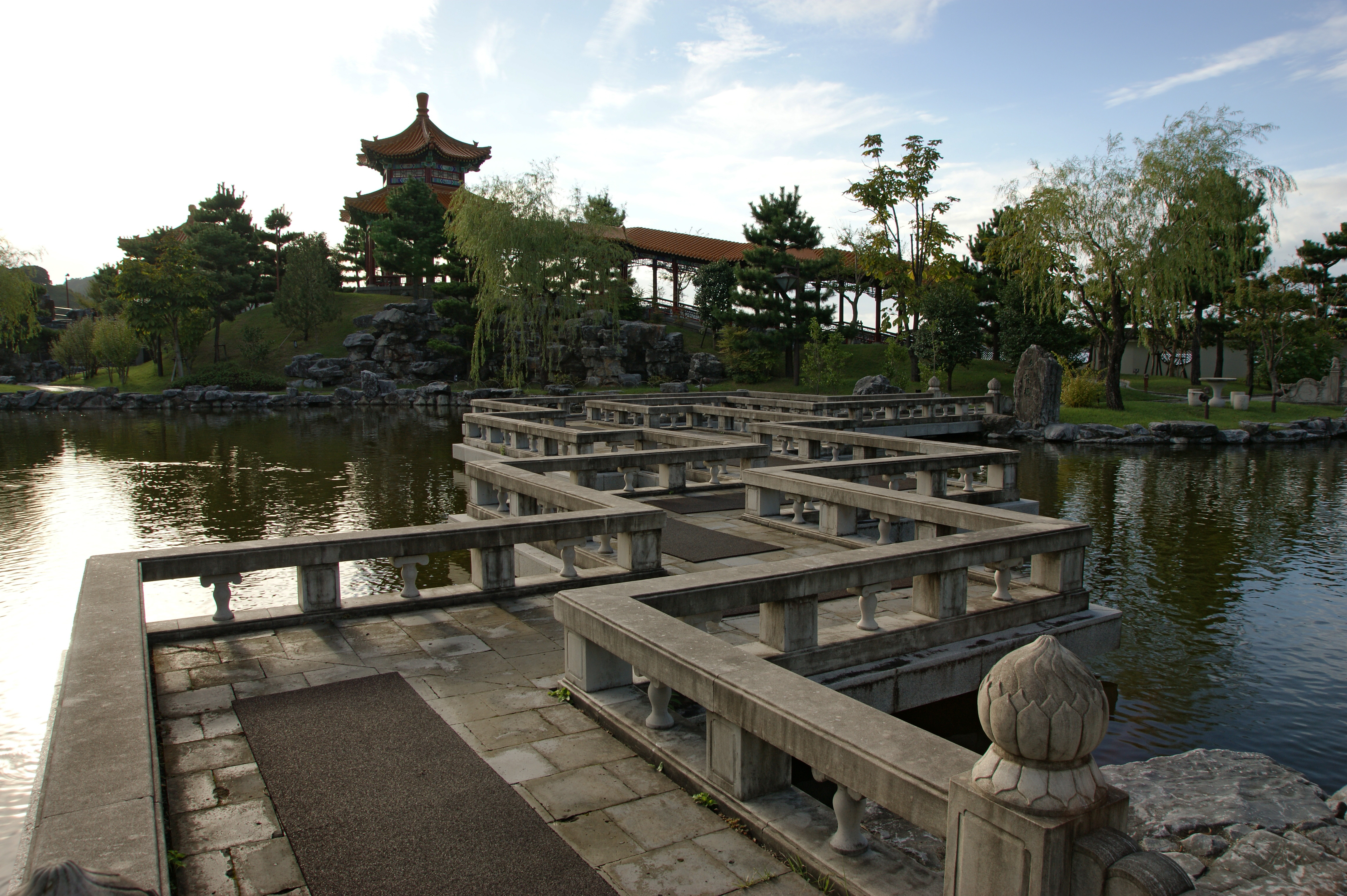
燕趙園 (鳥取県湯梨浜町の東郷温泉)
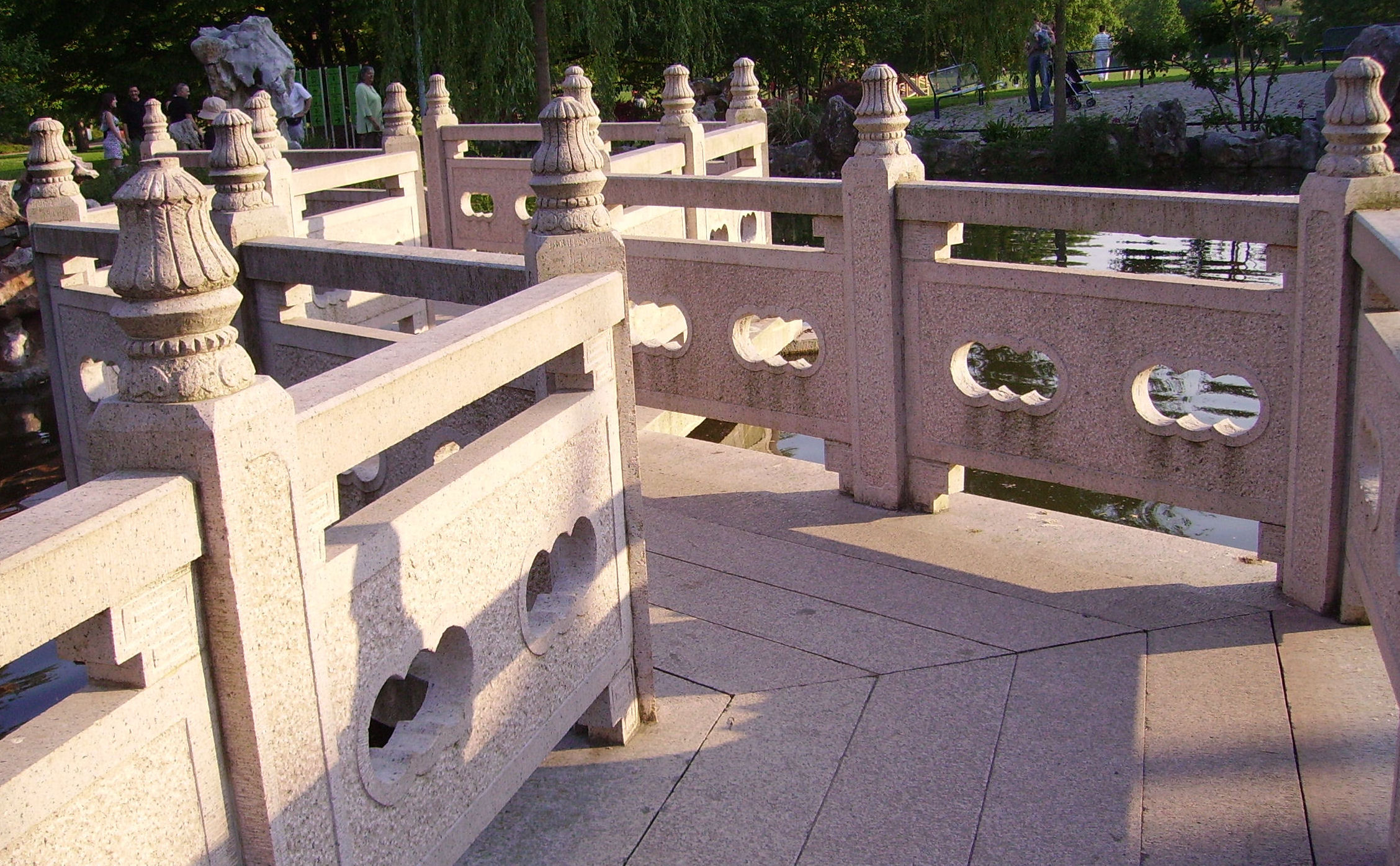
ルイーゼ公園（ドイツ・マンハイム）の中国庭園

## 日本庭園のジグザグ橋

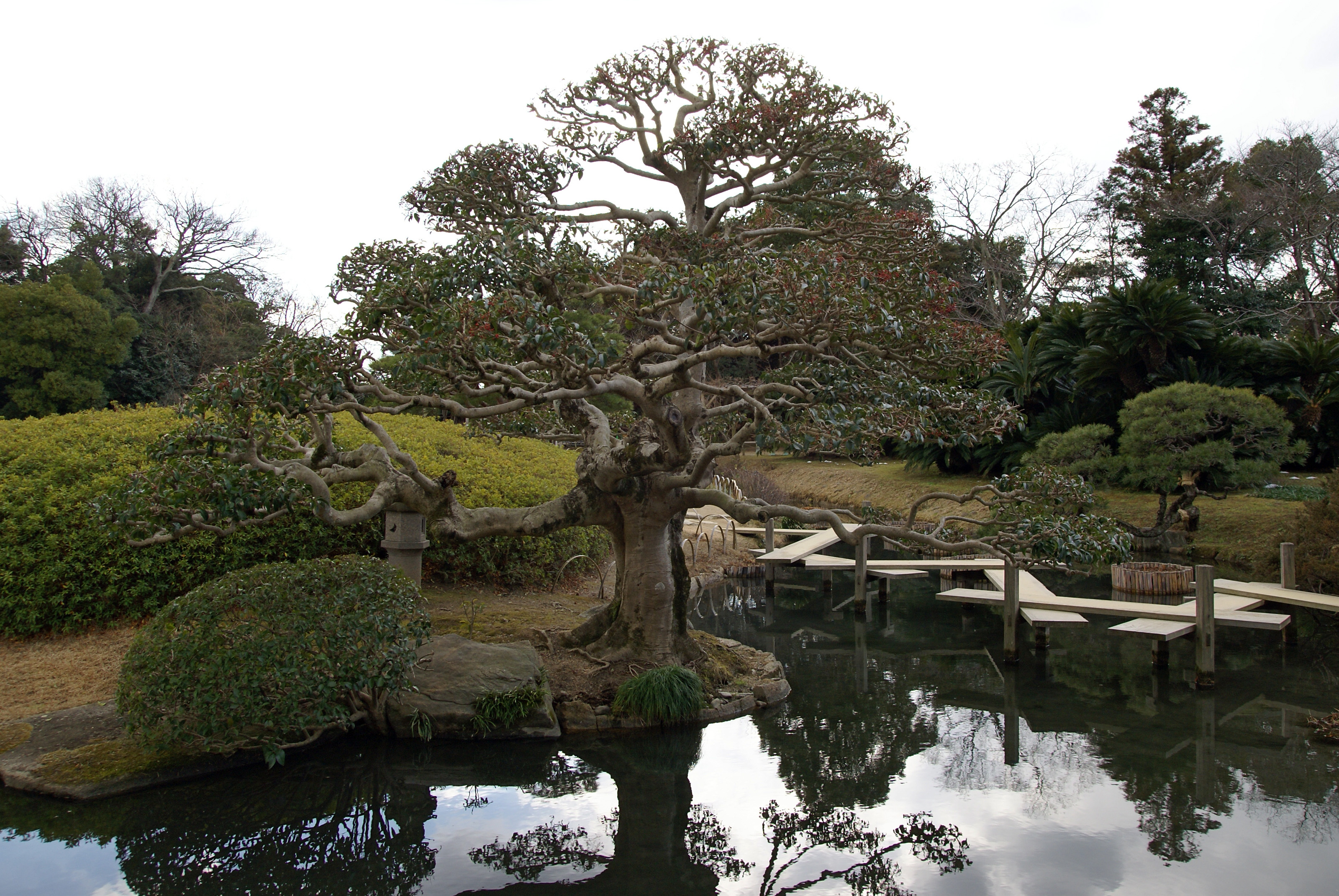
後楽園（岡山市）の木製ジグザグ橋

日本庭園でもジグザグ橋は時々見かけるが、多くは木製で最近の自然公園の木道のような実用的なもので、九曲橋のように装飾をほどこした石作りの手摺りがある恒久的のものは少ない。